# Evarcha negevensis
Evarcha negevensis är en spindelart som beskrevs av Prószynski 1999 [2000. Evarcha negevensis ingår i släktet Evarcha och familjen hoppspindlar. Inga underarter finns listade i Catalogue of Life.